# Liste der portugiesischen Botschafter in Eswatini

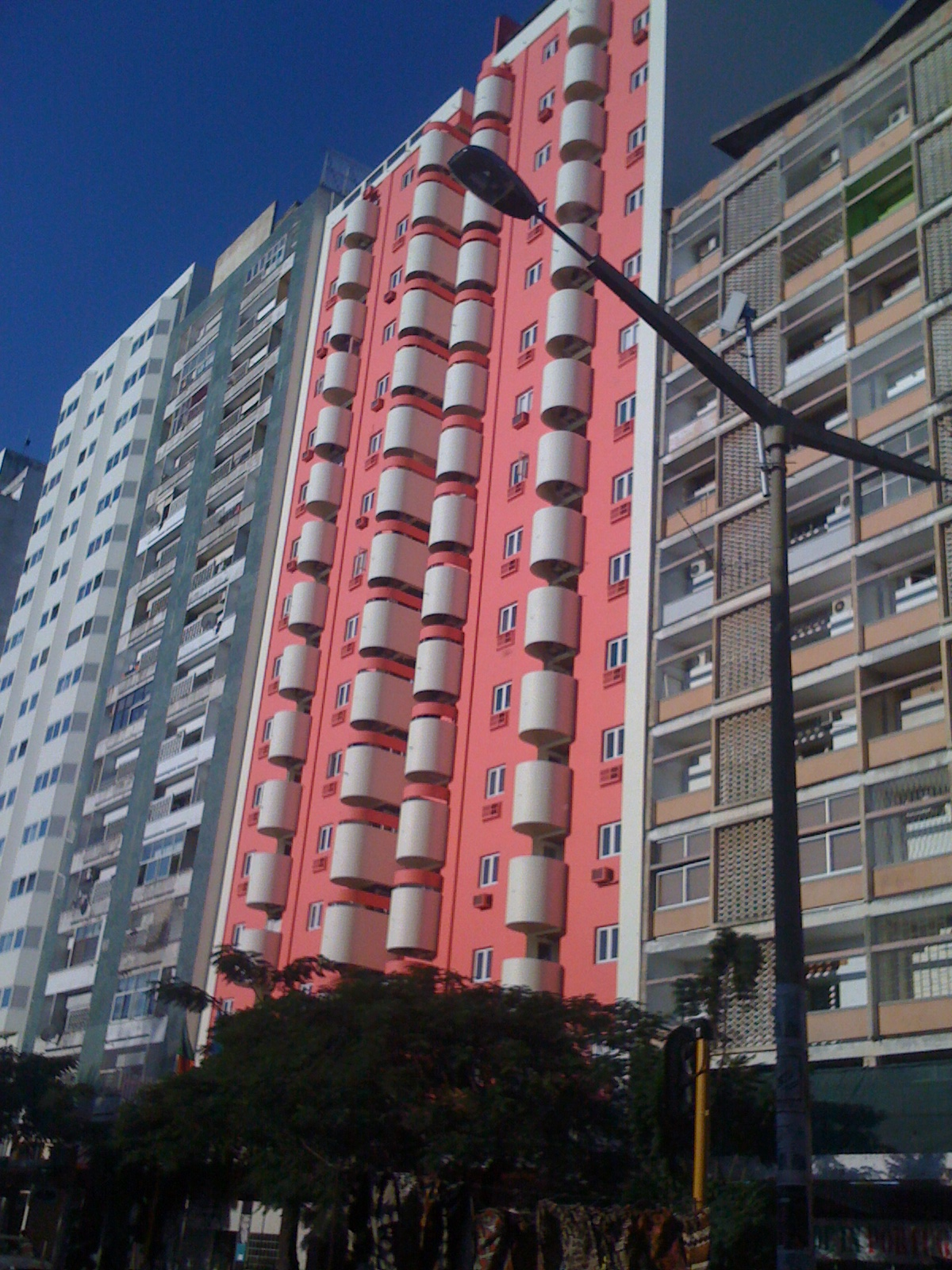
Die Botschaft Portugals in Maputo, seit 1976 auch für Eswatini zuständig

Die Liste der portugiesischen Botschafter in Eswatini listet die Botschafter der Republik Portugal in Eswatini (bis 2018 amtlich Swasiland) auf.
Erstmals akkreditierte sich dort ein Vertreter Portugals im Jahr 1969. Portugal eröffnete seine Botschaft in der eswatinischen Hauptstadt Mbabane bereits 1968, seit der Schließung der Botschaft im Jahr 1976 gehört Eswatini zum Amtsbezirk des Portugiesischen Botschafters in Mosambik, der sich dazu in Mbabane zweitakkreditiert (Stand 2019).
In der eswatinischen Hauptstadt Mbabane ist ein portugiesisches Honorarkonsulat eingerichtet.

## Missionschefs
| Name                                              | Bild     | Amtszeit                            | Anmerkungen                                                                    |
| Eswatini                                          | Eswatini | Eswatini                            | Eswatini                                                                       |
| ------------------------------------------------- | -------- | ----------------------------------- | ------------------------------------------------------------------------------ |
| Manuel Lopes da Costa                             |          | 6. September 1968 –13. Januar 1969  | Übergangs-Geschäftsträger am neueröffneten Amtssitz in Mbabane                 |
| João Morais da Cunha Matos                        |          | 13. Januar 1969 –11. September 1972 | Botschafter mit Amtssitz Mbabane, am 12. Februar 1969 akkreditiert             |
| António de Almeida Leite Cruz                     |          | 25. November 1972 –28. April 1976   | Botschafter mit Amtssitz Mbabane, am 19. Januar 1973 akkreditiert              |
| José César Paulouro das Neves                     |          | ab 1985                             | Botschafter mit Amtssitz Maputo, am 16. Juli 1985 in Mbabane akkreditiert      |
| Francisco José Laço Treichler Knopfli             |          | ab 1989                             | Botschafter mit Amtssitz Maputo, am 6. Juni 1989 in Mbabane akkreditiert       |
| Manuel Lopes da Costa                             |          | ab 1992                             | Botschafter mit Amtssitz Maputo, am 9. Juni 1992 in Mbabane akkreditiert       |
| Rui Gonçalo Chaves de Brito e Cunha               |          | ab 1995                             | Botschafter mit Amtssitz Maputo, am 14. September 1995 in Mbabane akkreditiert |
| António Taveira da Cunha Valente                  |          | ab 2000                             | Botschafter mit Amtssitz Maputo, am 15. Juni 2000 in Mbabane akkreditiert      |
| António Luiz da Silva Sennfelt                    |          | ab 2002                             | Botschafter mit Amtssitz Maputo                                                |
| José Joaquim Esteves dos Santos de Freitas Ferraz |          | ab 2005                             | Botschafter mit Amtssitz Maputo                                                |
| Mário Godinho de Matos                            |          | ab 2008                             | Botschafter mit Amtssitz Maputo                                                |
| José Augusto de Jesus Duarte                      |          | ab 2013                             | Botschafter mit Amtssitz Maputo                                                |
| Maria Amélia Maio de Paiva                        |          | seit 2016                           | Botschafterin mit Amtssitz Maputo                                              |